# Ophioplinthus glypta
Ophioplinthus glypta är en ormstjärneart som först beskrevs av Hubert Lyman Clark 1939.  Ophioplinthus glypta ingår i släktet Ophioplinthus och familjen fransormstjärnor. Inga underarter finns listade i Catalogue of Life.